# Ichthyophthirius multifiliis
El Ichthyophthirius multifiliis es un protozoo ciliado. 

## Descripción

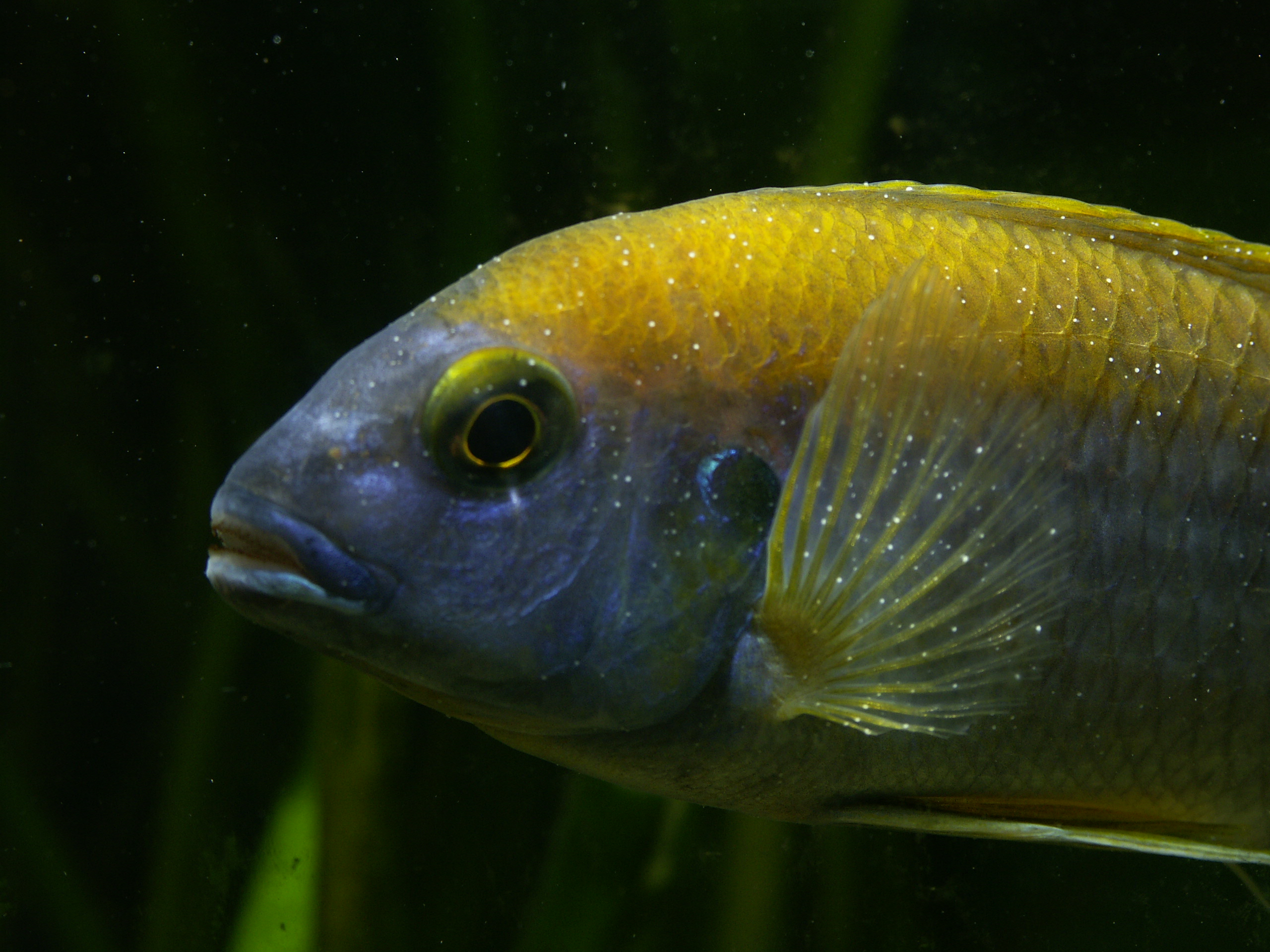
Pez afectado por el Ichthyophthirius multifiliis. Se notan múltiples quistes como puntos blancos.

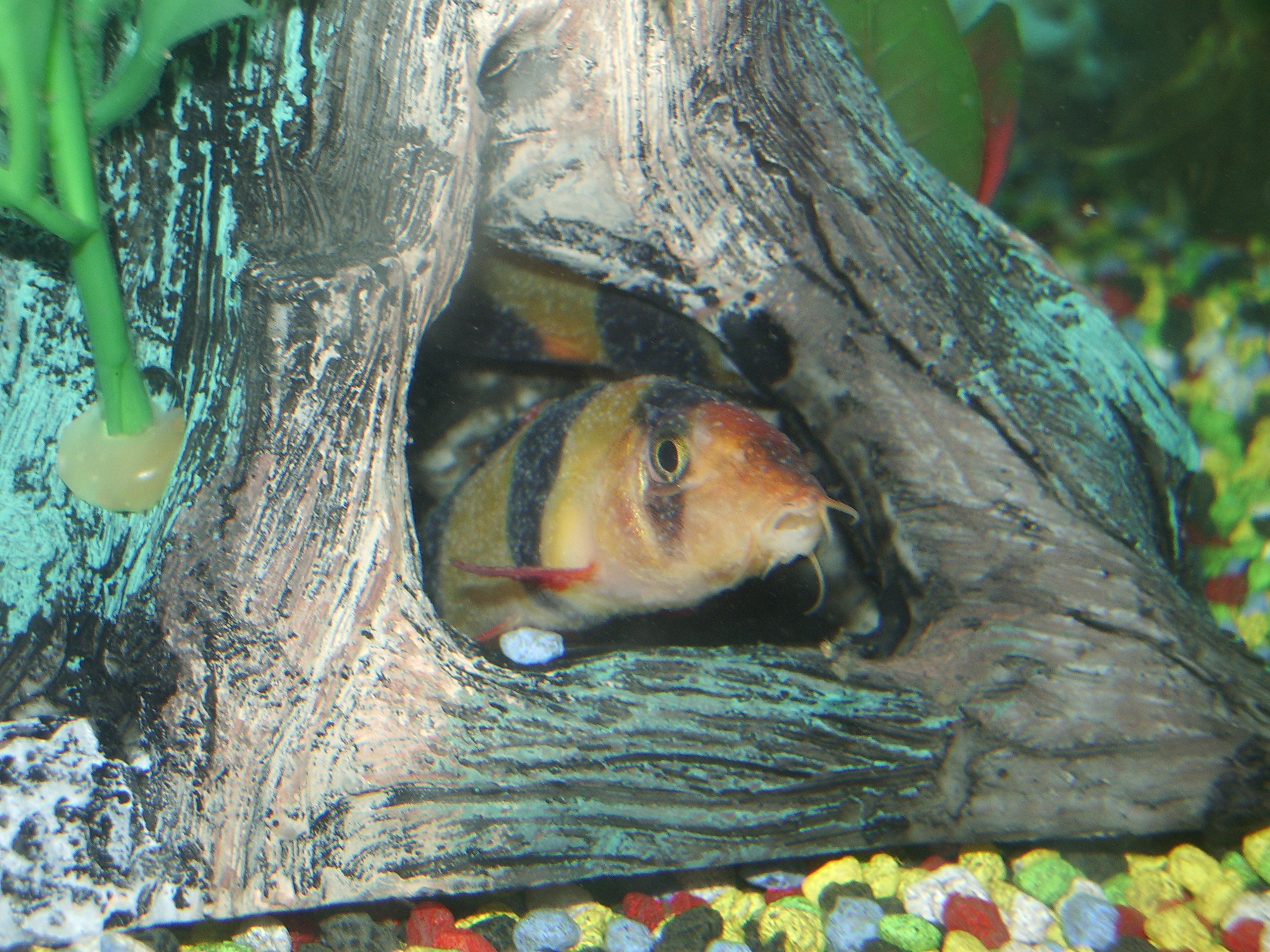
Joven Chromobotia macracanthus con Ichthyophtiriosis.

Vive parasitando a los peces de agua dulce. Se localiza en la piel e inicia su ciclo de desarrollo produciendo un quiste visible de color blanco, que al madurar explota liberando nuevos parásitos que infectan a otros ejemplares. Normalmente un pez puede ser atacado simultáneamente por muchos protozoos.
La enfermedad del punto blanco en acuarios de agua dulce está causada por la presencia de Ichthyophthirius multifiliis. La acción de este agente patógeno puede verse agravada por la aparición de otros parásitos que afectan a la piel y a las branquias del animal.
Los puntos blancos brillantes, de hasta 1 mm de diámetro, aparecen sobre todo en el lomo y en las aletas, permaneciendo estas pegadas al cuerpo. Los quistes pueden unirse y formar manchas mayores. Los peces infectados realizan frecuentes movimientos para restregarse contra el suelo o los adornos del acuario, como si quisieran quitarse así los parásitos. La respiración se vuelve irregular. En algunos casos la infección se limita a las agallas.

## Tratamiento
En algunos peces que soportan altas temperaturas, suele ser suficiente elevar a 30 °C la temperatura del agua para que el parásito libre muera y el enquistado se desprenda rápidamente de la piel. Este tratamiento es recomendado, por ejemplo, para los especímenes juveniles de Blue Dempsey (o Jack Dempsey Azul), pese a que soportan perfectamente tratamientos químicos.
Puede decirse que el verde de malaquita es el medicamento básico que se viene empleando a partir de experiencias realizadas entre 1959 y 1961 por diversos investigadores. Ajustes en las dosis y combinaciones con otros productos lo hacen menos tóxico y más efectivo.
El problema apareció cuando al aplicarse en peces para consumo humano (carpas y truchas) se comprobó que los peces adultos así tratados no resultaban aptos para la alimentación humana. 
A partir de ese momento quedó limitado para tratamientos de alevines y ejemplares jóvenes.
El verde de malaquita fue prohibido en medicamentos para humanos hace ya muchos años.
En cuanto a los peces ornamentales, no existe ningún problema en utilizarlo ya que, en dosis adecuadas y eventualmente potenciado con otros productos, termina destruyendo el citocromo C del parásito, al tiempo que ejerce una acción estimulante para que abandone rápidamente la piel (Deufel, 1960 y Amlacher, 1961).
Por otro lado las observaciones de aficionados al acuarismo con "tetra cardenal" y otros peces de aguas ácidas, permitieron comprobar que Ichthyophthirius multifiliis no puede sobrevivir en aguas con pH muy bajos. Wagner (1960) hizo la demostración práctica de que a pH 5,5 los quistes mueren, interrumpiendo el proceso de infección. Este sería el motivo por el cual ciertos peces amazónicos (como los tetras), están libres de este parásito en su ambiente natural y, al mismo tiempo, son mucho más proclives a enfermarse de “ictht”  cuando se los coloca en un ambiente inadecuado, ya que carecen de defensas contra este parásito en su información genética.
Otra ayuda al tratamiento de peces infectados para consumo, fue la comprobación de que los parásitos libres mueren al cabo de 36 a 72 horas si no logran encontrar un huésped a quien parasitar. Trasladando cada 12 horas los peces de un recipiente o estanque a otro y sin necesidad de medicar, los peces quedan libres de parásitos al cabo de 84 horas. Otro tanto ocurre con los peces de acuario.
Sin duda que al aficionado acuarista le resulta mucho más práctico y económico dirigirse a un comercio del ramo, adquirir un medicamento contra puntos blancos y resolver el problema rápidamente. Consultando con el proveedor respecto a los peces y su resistencia al tratamiento, se podrán resolver dudas. No obstante lo cual, siempre que se aplique un medicamento por primera vez en un acuario (como ya mencionamos), deberá observarse la reacción de los peces durante al menos las dos horas siguientes.
El tratamiento más efectivo para esta afección en los peces de acuario, es el Metronidazol, 250mg por cada 10 galones. Se puede aplicar cada 8 o 12 horas durante 5 días y es completamente inofensivo para los peces. El azul de metileno o verde de malaquita es mortal para peces como el Corydoras, Plecos e invertebrados.